# Elecciones municipales de Mariscal Nieto de 1963
Las elecciones municipales de Mariscal Nieto de 1963 se llevaron a cabo el 15 de diciembre de 1963 para elegir al alcalde y al Concejo Provincial de Mariscal Nieto para el periodo 1964-1966. La elección se celebró simultáneamente con elecciones municipales en todo el país. Por primera vez en la historia del Perú, las autoridades locales fueron elegidas por voto universal alfabeto y directo.

## Sistema electoral
La Municipalidad Provincial de Mariscal Nieto es el órgano administrativo y de gobierno de la provincia de Mariscal Nieto. Está compuesta por el alcalde y el Concejo Provincial.
La votación del alcalde y el concejo se realiza en base al sufragio universal alfabeto, que comprende a todos los ciudadanos nacionales mayores de veintiún años, empadronados y residentes en la provincia de Mariscal Nieto y en pleno goce de sus derechos políticos.
El Concejo Provincial de Mariscal Nieto está compuesto por 14 concejales elegidos por sufragio directo para un período de tres (3) años, en forma conjunta con la elección del alcalde (quien lo preside). La votación es por lista cerrada y bloqueada. Se asigna a cada lista los escaños según el método d'Hondt.

## Partidos y candidatos
A continuación se muestra una lista de los principales partidos y alianzas electorales que participaron en las elecciones:
| Candidatura | Candidatura | Partidos y alianzas | Candidatos | Candidatos                 | Ideología                                           | Ref. |
| ----------- | ----------- | --- | ---------- | -------------------------- | --------------------------------------------------- | ---- |
|             | AP–DC       | Lista - Alianza Acción Popular - Democracia Cristiana (AP–DC) – Acción Popular (AP) – Partido Demócrata Cristiano (DC)                          |            | Augusto Vizcarra Chocano   | Liberalismo Humanismo Democracia cristiana          |      |
|             | APRA–UNO    | Lista - Coalición Partido Aprista Peruano - Unión Nacional Odriísta (APRA–UNO) – Partido Aprista Peruano (APRA) – Unión Nacional Odriísta (UNO) |            | Sin información disponible | Aprismo Conservadurismo social Populismo de derecha |      |

## Resultados

### Sumario general
|                        |                                                                        |              |              |              |            |            |
| Partidos y coaliciones | Partidos y coaliciones                                                 | Voto popular | Voto popular | Voto popular | Concejales | Concejales |
| Partidos y coaliciones | Partidos y coaliciones                                                 | Votos        | %            | +/−          | Total      | +/−        |
|                        | Alianza Acción Popular - Democracia Cristiana (AP–DC)                  | 4,020        | 60.31        | n/a          | 9          | n/a        |
|                        | Coalición Partido Aprista Peruano - Unión Nacional Odriísta (APRA–UNO) | 2,646        | 39.69        | n/a          | 5          | n/a        |
|                        |                                                                        |              |              |              |            |            |
| Total                  | Total                                                                  | 6,666        |              |              | 14         | n/a        |
|                        |                                                                        |              |              |              |            |            |
| Votos válidos          | Votos válidos                                                          | 6,666        | 86.88        | n/a          |            |            |
| Votos en blanco        | Votos en blanco                                                        | 549          | 7.15         | n/a          |            |            |
| Votos nulos            | Votos nulos                                                            | 458          | 5.97         | n/a          |            |            |
| Votos emitidos         | Votos emitidos                                                         | 7,673        | 86.83        | n/a          |            |            |
| Abstenciones           | Abstenciones                                                           | 1,164        | 13.17        | n/a          |            |            |
| Votantes registrados   | Votantes registrados                                                   | 8,837        |              |              |            |            |
|                        |                                                                        |              |              |              |            |            |
| Fuente:                |                                                                        |              |              |              |            |            |

### Concejo Provincial de Mariscal Nieto
| Cargo                                  | Autoridad electa          | Partido político | Partido político   |
| -------------------------------------- | ------------------------- | ---------------- | ------------------ |
| Alcalde Provincial de Mariscal Nieto   | Augusto Vizcarra Chocano  |                  | Alianza AP-DC      |
| Concejal Provincial de Mariscal Nieto  | Juan Liu Cabello          |                  | Alianza AP-DC      |
| Concejala Provincial de Mariscal Nieto | Carmen Rivera de Zea      |                  | Alianza AP-DC      |
| Concejal Provincial de Mariscal Nieto  | Pío Espinoza Espinoza     |                  | Alianza AP-DC      |
| Concejal Provincial de Mariscal Nieto  | Edmundo Zegarra Vásquez   |                  | Alianza AP-DC      |
| Concejal Provincial de Mariscal Nieto  | Mario Santiago Cabana     |                  | Alianza AP-DC      |
| Concejal Provincial de Mariscal Nieto  | Felipe Yañez Pinazo       |                  | Alianza AP-DC      |
| Concejal Provincial de Mariscal Nieto  | Germán Mardales Fernández |                  | Alianza AP-DC      |
| Concejal Provincial de Mariscal Nieto  | Andrés Díaz Laime         |                  | Alianza AP-DC      |
| Concejal Provincial de Mariscal Nieto  | Alberto Lazo Garcés       |                  | Alianza AP-DC      |
| Concejal Provincial de Mariscal Nieto  | Mario Villegas Vargas     |                  | Coalición APRA-UNO |
| Concejal Provincial de Mariscal Nieto  | Miguel Oblitas Fernández  |                  | Coalición APRA-UNO |
| Concejal Provincial de Mariscal Nieto  | José Flores Flores        |                  | Coalición APRA-UNO |
| Concejal Provincial de Mariscal Nieto  | Juan Valdiviezo Fuentes   |                  | Coalición APRA-UNO |
| Concejal Provincial de Mariscal Nieto  | Hernán Dávila Cornejo     |                  | Coalición APRA-UNO |

## Elecciones municipales distritales

### Sumario general
| Partidos y coaliciones | Partidos y coaliciones                                               | Voto popular | Voto popular | Voto popular | Alcaldías | Alcaldías |
| Partidos y coaliciones | Partidos y coaliciones                                               | Votos        | %            | +/−          | Total     | +/−       |
| ---------------------- | -------------------------------------------------------------------- | ------------ | ------------ | ------------ | --------- | --------- |
|                        | Alianza Acción Popular–Democracia Cristiana (AP–DC)                  | 2,448        | 59.04        | n/a          | 4         | n/a       |
|                        | Coalición Partido Aprista Peruano–Unión Nacional Odriísta (APRA–UNO) | 1,450        | 34.97        | n/a          | 1         | n/a       |
|                        | Listas independientes distritales                                    | 248          | 5.98         | n/a          | 0         | n/a       |
|                        | Sin información disponible                                           | n/a          | n/a          | n/a          | 1         | n/a       |
|                        |                                                                      |              |              |              |           |           |
| Total                  | Total                                                                | 4,146        |              |              | 6         | n/a       |
|                        |                                                                      |              |              |              |           |           |
| Votos válidos          | Votos válidos                                                        | 4,146        | 88.06        | n/a          |           |           |
| Votos en blanco        | Votos en blanco                                                      | 366          | 7.77         | n/a          |           |           |
| Votos nulos            | Votos nulos                                                          | 196          | 4.16         | n/a          |           |           |
| Votos emitidos         | Votos emitidos                                                       | 4,708        | n/d          | n/a          |           |           |
| Abstenciones           | Abstenciones                                                         | n/d          | n/d          | n/a          |           |           |
| Votantes registrados   | Votantes registrados                                                 | n/d          |              |              |           |           |
|                        |                                                                      |              |              |              |           |           |
| Fuente:                |                                                                      |              |              |              |           |           |

### Resultados por distrito
La siguiente tabla enumera el control de los distritos de la provincia de Mariscal Nieto.
| Distrito                 | Alcalde(sa) electo(a)      | Partido político           | Partido político           |
| ------------------------ | -------------------------- | -------------------------- | -------------------------- |
| Carumas                  | Julián Arana Colana        |                            | Alianza AP-DC              |
| Cuchumbaya               | Felipe Mamani Mamani       |                            | Alianza AP-DC              |
| Ilo                      | Manuel Campos Valenzuela   |                            | Alianza AP-DC              |
| Samegua                  | Sin información disponible | Sin información disponible | Sin información disponible |
| San Cristóbal de Calacoa | Pablo Coayla Ramos         |                            | Alianza AP-DC              |
| Torata                   | Cerafín Céspedes Manrique  |                            | Coalición APRA-UNO         |